# Pokémon Diamond i Pearl
Pokémon Diamond (jap. ポケットモンスター ダイヤモンド Poketto Monsutā Daiyamondo; Pocket Monsters Diamond) oraz Pokémon Pearl (jap. ポケットモンスター パール Poketto Monsutā Pāru; Pocket Monsters Pearl) – dwie gry z serii Pokémon wydane w 2006 roku przez Nintendo na konsolę Nintendo DS. Dzięki wykorzystaniu technologii bezprzewodowego dostępu do internetu za pomocą Wi-Fi gracz może prowadzić interaktywną rozgrywkę z innymi.
26 lutego 2021 roku zapowiedziono remaki gier o nazwie Pokémon Brilliant Diamond i Pokémon Shining Pearl. Gry zostały wydane 19 listopada 2021 roku na konsolę Nintendo Switch.

## Rozgrywka
W obu grach bohaterowie rozpoczynają swoją przygodę w mieście Twinleaf, gdzie po obejrzeniu w telewizji reportażu dotyczącego czerwonego Gyaradosa, postanawiają wyruszyć w drogę. Jako startery można wybrać Chimchara, Piplupa bądź Turtwiga. Podobnie jak w poprzednich częściach walczą oni z wrogim zespołem, w tym wypadku Team Galactic, którego członkowie pragną posiąść zdolność przenoszenia się w czasie i przestrzeni dzięki dwóm legendarnym Pokémonom: Dialdze (Diamond) lub Palkii (Pearl). Celem gry, tak jak w poprzednich częściach serii, jest zostanie mistrzem regionu.
W obu częściach można spotkać łącznie 493 różne Pokémony. Stworki ze starszych generacji można zdobyć używając PalParku oraz gier na Game Boya Advance.

### Gra wieloosobowa
Gra wspierała rozgrywkę wieloosobową z wykorzystaniem wyłączonego w 2014 roku Nintendo Wi-Fi Connection. Możliwe było toczenie walk z innymi graczami oraz rozmawianie przez mikrofon.